# فییتویل (پنسیلوانیا)
فییتویل (به انگلیسی: Fayetteville) یک منطقهٔ مسکونی در ایالات متحده آمریکا است که در شهرستان فرانکلین، پنسیلوانیا واقع شده‌است. فییتویل ۸٫۲ کیلومتر مربع مساحت و ۳٬۱۲۸ نفر جمعیت دارد و ۲۴۹٫۹۴ متر بالاتر از سطح دریا واقع شده‌است.